# 春臺
春臺（？—？），字錫祺，号顧斋，索佳氏，满洲正黄旗人。康熙辛卯举人，癸巳进士。后官翰林院侍读学士，乾隆年间曾任日讲起居注官。
袁枚在《随园诗话卷八·三五》中记载：“学士春台典试福建，过吴下买妾方大英，美貌能诗；以南北地殊，服食不惯，雉经（自缢）而亡。搜其遗稿，有句云：“户闭新蛛网，梁空旧燕泥。” ”《随园诗话卷九（四）》：“余在都时，永之引见满洲学士春台。春自云：“年三十时，目不识丁。从一禅师静坐三月，颇以为苦。一夕，提刀欲杀禅师。仰头见月，忽然有悟，赋诗便工。”《塞外》云：“野水吞人面，青山瓮马声。浮云连帽起，残雪带鞭行。”殊雄伟。公爱永之与枚，以为两少年必贵；每至，必留饮、留宿，遣妾捧觞。”
一女嫁乾隆丙辰进士全祖望为继妻。